# Downham Peak
Der Downham Peak ist ein 535 m hoher und pyramidenförmiger Berg im Norden des Grahamlands auf der Antarktischen Halbinsel. An der Nordenskjöld-Küste ragt er in den Woodman Highlands an der Südflanke des Sjögren-Gletschers auf.
Vermessungen des Falkland Islands Dependencies Survey (FIDS) aus den Jahren von 1960 bis 1961 dienten seiner Kartierung. Das UK Antarctic Place-Names Committee benannte ihn 1964 nach Noel Yorston Downham (* 1934), Meteorologieassistent des FIDS auf der Station an der Hope Bay, der 1961 an den Triangulationsvermessungen in diesem Gebiet beteiligt war.